# Samantha Peszek
Samantha Peszek född den 14 december 1991 i Indianapolis, Indiana, är en amerikansk gymnast.
Hon tog OS-silver i lagmångkampen i samband med de olympiska gymnastiktävlingarna 2008 i Peking.